# Bestia de carga

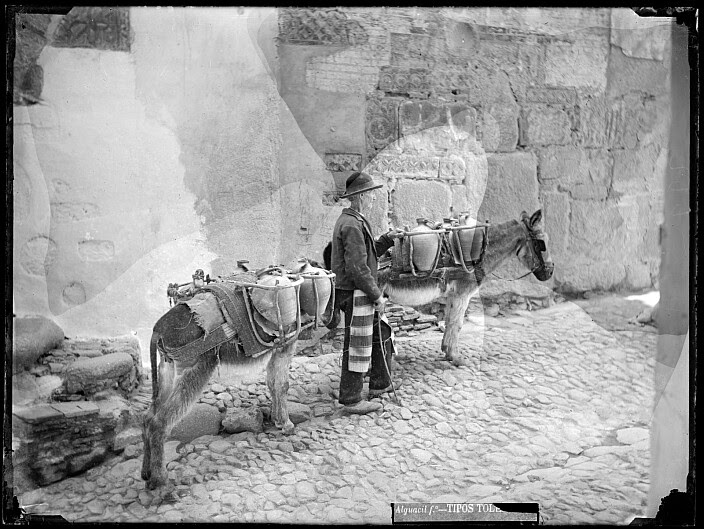
Acémilas de un aguador de Toledo, en una fotografía de Casiano Alguacil (ca. 1900).

Una bestia de carga o acémila (del árabe hispano «azzámila», y este del árabe clásico «zāmilah» 'bestia de carga') es el animal, asno, mulo u otro tipo de caballería, empleado como medio de transporte. Ha sido históricamente el animal de carga en el comercio de los arrieros, aguadores, azacanes y otros oficios de origen medieval.

## Uso militar
Las arrias de acémilas fueron utilizadas en las campañas militares hasta mediado el siglo xx, como unidad de transporte subsidiaria del bagaje mayor, formando parte de brigada o acemilería contratada para transporte del material en operaciones. El acemilero o brigadero era el paisano -personal no militar- que cuidaba de una o más acémilas dentro de una brigada de contrata, en el cuerpo de intendencia. También han sido usadas por los ejércitos para acarrear las piezas de artillería de montaña desmontadas.
Ya a finales del siglo ix se conocían como «innémilas» o «zumalzisos», como consta en una donación de San Rosendo. Sebastián de Covarrubias, citando al padre Guadix y a Diego de Urrea, dice que el término acémila quizá sea corrupción de «chemel», que en árabe es camello o de zemil que es mulo.

Escudo de Burgueta, con una bestia de carga de plata en su cuartel superior derecho.

## Uso heráldico
La bestia de carga aparece como símbolo heráldico representado de posible influencia o definición gremial en algunos escudos de apellidos o lugares, como es el caso de Burgueta, localidad de la provincia de Burgos en España.

## EnEl Quijote
Las recuas de acémilas aparecen con frecuencia en la literatura española clásica, incluso como protagonistas de algunos episodios, como ocurre en el capítulo XIX de la Primera Parte del Quijote:

«Dio luego voces a Sancho Panza que viniese, pero él no se curó de venir, porque andaba ocupado desvalijando una acémila de repuesto que traían aquellos buenos señores, bien bastecida de cosas de comer. Hizo Sancho costal de su gabán y, recogiendo todo lo que pudo y cupo en el talego, cargó su jumento, y luego acudió a las voces de su amo y ayudó a sacar al señor bachiller de la opresión de la mula, y, poniéndole encima della, le dio la hacha; y don Quijote le dijo que siguiese la derrota de sus compañeros, a quien de su parte pidiese perdón del agravio que no había sido en su mano dejar de haberle hecho.»
Miguel de Cervantes. Capítulo XIX de la Primera Parte del Quijote: El ingenioso hidalgo don Quijote de la Mancha.